# Тамбовская городская дума
Тамбовская городская Дума — представительный орган местного самоуправления, является постоянно действующим высшим и единственным органом законодательной власти города Тамбова. Обладает правом принимать от имени населения города Тамбова решения по вопросам местного значения и представлять интересы населения в отношениях с органами государственной власти, другими муниципальными образованиями, а также с предприятиями, учреждениями и организациями. Организацию деятельности городской Думы осуществляет председатель городской Думы.

## История

### Российская империя
Тамбовская городская Дума впервые была создана на основании «Городского положения» 1785 года, 21 апреля Екатерина II подписала «Грамоты на права и выгоды городам Российской империи», в соответствии с которой в российских городах появились «распорядительные органы сословного самоуправления». Названные органы должны были взять на себя городские проблемы, до которых у государевых людей руки не доходили — дела ремесленных и купеческих гильдий, сбор местных налогов, благоустройство города.
После Революции деятельность Думы была прекращена, последнее её заседание состоялось 6 апреля 1918 года. Все функции думы были переданы городскому Совету народных депутатов.

### Российская Федерация
Тамбовская городская Дума была возрождена в 1994 году. 27 марта состоялись выборы, на которых были избраны 16 депутатов со сроком полномочий на два года.
Депутатам пришлось практически с нуля создавать в городе правовую нормативную базу, соответствующую новым реалиям времени. Думой I созыва был принят Устав города Тамбов, ряд положений о местных налогах и сборах, управлении муниципальной собственностью, социальной защите населения.
Тамбовская городская Дума II созыва была избрана в декабре 1996 года в составе 45 депутатов. В период её работы были решены вопросы разделения полномочий Думы и мэрии Тамбова в рамках действующего законодательства, сложилась система взаимоотношений и взаимодействия представительного и исполнительного органов местного самоуправления.
В апреле 2001 года был сформирован III состав Тамбовской городской думы в количестве 45 человек. Основными направлениями в работе депутатов Думы III созыва стало совершенствование уже действовавшей нормативной правовой базы, приведение её в соответствие с новым федеральным и областным законодательством.
В июне 2005 года состоялись выборы в городскую Думу IV созыва. Принят новый устав, в соответствии с которым изменилась структура, порядок формирования, полномочия, срок полномочий, вопросы организации и деятельности органов местного самоуправления. Уменьшено число депутатов с 45 до 36 человек, продлён срок полномочий депутатов городской думы до пяти лет.
10 октября 2010 года состоялись выборы в городскую Думу V созыва. Было избрано 36 человек. Впервые в истории городской думы выборы проводились по смешанной системе. По одномандатным округам было избрано 18 депутатов, ещё 18 — по партийным спискам. Пе результатам голосования в состав городской Думы пятого созыва вошло 28 депутатов от «Единая Россия» , 4 — от КПРФ, 3 — от «Справедливой России», 1 — от партии ЛДПР.
В сентябре 2015 года состоялись выборы в городскую Думу VI. Было избрано 36 человек. Председателем городской Думы был избран Виктор Вячеславович Путинцев.
13 сентября 2020 года прошли выборы в тамбовскую городскую Думу VII. Было избрано 36 человек, из них 26 — от «Родины», 6 — от «Единой России», 2 — от КПРФ, 1 — от ЛДПР и 1 — от «Справедливой России».